# Garvin Bushell
Garvin Bushell (25. září 1902, Springfield, Ohio, USA – 31. října 1991, Las Vegas, Nevada) byl americký jazzový hudebník. 
Byl multiinstrumentalistou – hrál například na saxofon, fagot, klarinet, flétna a hoboj. S hudbou začal v šesti letech, jeho prvním nástrojem byl klavír. Ve třinácti pak přešel ke klarinetu. Ve druhé polovině dvacátých let byl členem orchestru Sama Woodinga. Během své kariéry spolupracoval s mnoha dalšími hudebníky, mezi něž patří například Jelly Roll Morton, Fletcher Henderson, Wild Bill Davison, Cab Calloway a Chick Webb. Rovněž působil jako pedagog.